# Astiphromma pectorale
Astiphromma pectorale är en stekelart som beskrevs av William Harris Ashmead 1892. Astiphromma pectorale ingår i släktet Astiphromma och familjen brokparasitsteklar. Inga underarter finns listade.